# Мадьяр, Арманд
Арманд Мадьяр (венг. Magyar Armand; 5 февраля 1898 — 12 февраля 1961), также известный как Армин Мунк (Ármin Munk) — венгерский борец греко-римского стиля, чемпион Европы.
Родился в 1898 году в Будапеште. В 1924 году принял участие в Олимпийских играх в Париже, где занял 5-е место. В 1925 году стал чемпионом Европы. На чемпионатах Европы 1926 и 1927 годов стал обладателем бронзовых медалей.